# Manşūrān
Manşūrān (persiska: منصوران) är en ort i Iran.   Den ligger i provinsen Nordkhorasan, i den nordöstra delen av landet, 600 km öster om huvudstaden Teheran. Manşūrān ligger 1 110 meter över havet och antalet invånare är 119.
Terrängen runt Manşūrān är varierad. Runt Manşūrān är det ganska tätbefolkat, med 75 invånare per kvadratkilometer. Närmaste större samhälle är Shīrvān, 7,8 km sydost om Manşūrān. Trakten runt Manşūrān består i huvudsak av gräsmarker.